# Ovalipes catharus
Ovalipes catharus – gatunek kraba z rodziny Ovalipidae. Występuje w Nowej Zelandii.